# Harry Hardt
Harry Hardt, nato Hermann Karl Viktor Klimbacher Edler von Reichswahr, (Pola, 4 agosto 1899 – Vienna, 14 novembre 1980), è stato un attore austriaco.

## Biografia
Nato a Pola, in Istria quando la regione apparteneva all'Impero austro-ungarico, Harry Hardt, figlio di un ufficiale, studiò storia dell'arte e fu allievo ufficiale all'Accademia Militare. A Graz, seguì dei corsi di recitazione e debuttò a teatro a Olmütz nel 1919. L'anno seguente, recitò a Berlino, al teatro Trianon.
Debuttò come attore cinematografico nello stesso anno, il 1920, in Frauen vom Gnadenstein di Robert Dinesen e Joe May. Fu il primo di una carriera che conta oltre duecento film e che terminò nei primi anni ottanta, tra pellicole e film televisivi girati negli ultimi anni. I personaggi che impersonava sullo schermo erano spesso quelli di gentiluomini raffinati ed eleganti. All'inizio di carriera, gli erano stati affidati ruoli di giovani amanti galanti.
Durante la guerra, nel 1941, diresse un cortometraggio, Ins Grab kann man nichts mitnehmen (3. Fassung), prodotto dalla Tobis.
Ritornò poi a lavorare in teatro, intensificando la sua presenza sulle scene.

## Filmografia
- Frauen vom Gnadenstein, regia di Robert Dinesen e Joe May (1920)
- Der falsche Dimitri, regia di Hans Steinhoff (1922)
- Fräulein Raffke, regia di Richard Eichberg (1923)
- Um eine Million, regia di Joseph Delmont (1924)
- Ich liebe dich, regia di Paul L. Stein (1925)
- Ihre letzte Dummheit
- Im Namen des Kaisers
- Die Frau von vierzig Jahren, regia di Richard Oswald (1925)
- Der Hahn im Korb
- Um Recht und Ehre, regia di Richard Löwenbein (1925)

- Il rigattiere di Amsterdam (Der Trödler von Amsterdam), regia di Victor Janson (1925)

- Der Mann im Sattel, regia di Manfred Noa (1925)
- Kinderseelen klagen euch an, regia di Kurt Bernhardt (1927)
- Der Zigeunerbaron, regia di Frederic Zelnik (1927)
- Klettermaxe, regia di Willy Reiber (1927)
- Alto tradimento (Hochverrat), regia di Johannes Meyer (1929)
- Il diavolo bianco, regia di Aleksandr Volkov (1930)
- Zwei Krawatten, regia di Felix Basch e (supervisione) di Richard Weichert (1930)
- Die Warschauer Zitadelle, regia di Jacob Fleck e Luise Fleck (1930)
- Die Fremde, regia di Fred Sauer (1931)
- I cadetti di Vienna (Liebeskommando), regia di Géza von Bolváry (1931)
- Kriminalreporter Holm, regia di Erich Engels (1932)
- Strafsache von Geldern, regia di Willi Wolff (1932)
- La contessa di Montecristo  (Die Gräfin von Monte-Christo), regia di Karl Hartl (1932)
- Schwarzer Jäger Johanna, regia di Johannes Meyer (1934)
- Un'avventura in Polonia (Abenteuer eines jungen Herrn in Polen), regia di Gustav Fröhlich (1934)
- Jungfrau gegen Mönch, regia di Emmerich Wojtek Emo (1934)
- Kampf um Kraft, regia di Johannes Guter (1934)
- Una notte a Pietroburgo (Petersburger Nächte), regia di Emmerich Wojtek Emo (1934)
- I due re (Der alte und der junge König - Friedrichs des Grossen Jugend), regia di Hans Steinhoff (1935)
- Mein Leben für Maria Isabell, regia di Erich Waschneck (1935)
- Barcarola (Barcarole), regia di Gerhard Lamprecht (1935)
- Serata di gala al circo Peter (Artisten), regia di Harry Piel (1935)
- Der blaue Diamant, regia di Curt Blachnitzky (1935)
- Notte di carnevale (Nacht der Verwandlung), regia di Hans Deppe (1935)
- Rapsodia d'amore (Wenn die Musik nicht wär), regia di Carmine Gallone (1935)
- Guten Abend, gute Nacht
- Horch, horch, die Lerch im Ätherblau
- Potpourri, regia di Jürgen von Alten (1936)
- Wie imponiere ich meiner Frau?, regia di Jürgen von Alten (1936)
- Die unmögliche Frau, regia di Johannes Meyer (1936)
- Der Bettelstudent, regia di Georg Jacoby (1936)
- Missione eroica (Eskapade), regia di Erich Waschneck (1936)
- Onkel Bräsig, regia di Erich Waschneck (1936)
- Chi ha ucciso? (Es geht um mein Leben)
- Fridericus, regia di Johannes Meyer (1937)
- Die Kronzeugin, regia di Georg Jacoby (1937)
- Sherlock Holmes (Der Mann, der Sherlock Holmes war), regia di Karl Hartl (1937)
- Signal in der Nacht, regia di Richard Schneider-Edenkoben (1937)
- Habanera (La Habanera), regia di Douglas Sirk (1937)
- Das große Abenteuer, regia di Johannes Meyer (1938)
- Io accuso (Ich klage an), regia di Wolfgang Liebeneiner (1941)
- La città d'oro (Die goldene Stadt), regia di Veit Harlan (1942)
- Il grande re (Der große König), regia di Veit Harlan (1942)
- Anuschka
- Die Nacht in Venedig, regia di Paul Verhoeven (1942)
- Der Fall Rainer
- Vom Schicksal verweht
- Wien 1910, regia di E. W. Emo (1943)
- Il barone di Münchhausen (Münchhausen), regia di Josef von Báky (1943)
- Maria Theresia, regia di Emil E. Reinert (1951)
- Die Sonne von St. Moritz, regia di Arthur Maria Rabenalt (1954)
- Le avventure del barone Von Trenck, regia di Fritz Umgelter (1972)